# Atlanta Film Festival
O Atlanta Film Festival (ATLFF) é um festival de cinema internacional de longa duração realizado em Atlanta, Geórgia, operado pela Atlanta Film Society, uma organização sem fins lucrativos 501 (c) (3). Iniciado em 1976 e ocorrendo a cada primavera, o festival exibe uma gama diversificada de filmes independentes, com atenção especial para filmes dirigidos por mulheres, filmes LGBTQ, filmes latino-americanos, filmes negros e filmes do sudeste americano. ATLFF é um dos poucos festivais que se qualificam para o Oscar em todas as três categorias de curta-metragem.